# Андріївська стрічка
Андрі́ївська стрі́чка (рос. Андреевская лента) — стрічка блакитного (синього) кольору, застосовується як орденська стрічка для російського Ордена Андрія Первозванного. Від імені якого і походить назва.
Також набула поширення серед російської геральдики, найчастіше на гербах губернських міст, гербах столиць і міст тимчасового перебування царських осіб Російської імперії.
Андріївська стрічка на гербах деяких міст Росії.

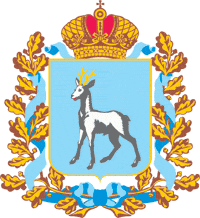
Герб Самарської області.
Герб Санкт-Петербурга.
Герб Красноярського краю.